# Saint-Sorlin-de-Morestel
Saint-Sorlin-de-Morestel is een gemeente in het Franse departement Isère (regio Auvergne-Rhône-Alpes) en telt 536 inwoners (2004). De plaats maakt deel uit van het arrondissement La Tour-du-Pin.

## Geografie
De oppervlakte van Saint-Sorlin-de-Morestel bedraagt 5,4 km², de bevolkingsdichtheid is 99,3 inwoners per km².
De onderstaande kaart toont de ligging van Saint-Sorlin-de-Morestel met de belangrijkste infrastructuur en aangrenzende gemeenten.

## Demografie
Onderstaande figuur toont het verloop van het inwonertal (bron: INSEE-tellingen).